# Господин Корцанов
Господин Недялков Корцанов е български политик от БКП.

## Биография
Роден е в хасковското село Изворово на 26 юли 1922 г. От 1938 г. става член на РМС. За дейността си е осъден на 15 години затвор.
След 9 септември 1944 г. става секретар на партийната организация в родното си село. Там основава и кооперативно стопанство и става пръв негов председател. През 1946 и 1955 г. е секретар на Околийския комитет на БКП. От 1951 до 1955 г. работи в Министерството на народната отбрана.
През 1960 г. завършва Висшата партийна школа в Москва. След това е последователно завеждащ отдел и секретар на Окръжния комитет на БКП в Хасково, както и председател на Окръжния народен съвет. От 1962 г. е първи секретар на Окръжния комитет на БКП в Хасково. В периода 5 ноември 1962 – 4 април 1981 г. е кандидат-член на ЦК на БКП. От 1972 г. е почетен гражданин на град Харманли.